# Augustin Duques
Pour les articles homonymes, voir Duques.
Augustin "Gus" Duques, né Augustin Marius Duques à Toulouse le 3 mars 1898 et décédé à New York le 14 août 1972, est un clarinettiste classique français ayant fait sa carrière aux États-Unis.

## Biographie
Augustin Duques a reçu les premiers prix du  Conservatoire de Paris en 1917 (ou en 1918?) en clarinette et en solfège; la pièce était le solo de concours d'André Messager. Il est membre de l'orchestre de la Société des concerts du Conservatoire en 1919.
Il a joué les premières mondiales de la version en trio de L'Histoire du Soldat de Stravinsky (1919) et de la Sonate pour deux clarinettes (1920) de Poulenc.
Il a été invité à New York par Walter Damrosch pour jouer la clarinette solo avec le New York Symphony Orchestra au début des années 1920 pour remplacer Gustave Langenus, poste qu'il occupera pendant une dizaine d'années jusqu'en 1930.
Il a commencé à enseigner à l'Institute of Musical Art en 1923, avant que celui-ci ne fusionne avec la Juilliard Graduate School pour devenir la Juilliard School of Music. Il a aussi enseigné à la Mannes School of Music.
Sa carrière de musicien a été illustre. Outre le New York Symphony Orchestra, il a joué dans des théâtres. Il a été clarinettiste principal de l'orchestre symphonique de la NBC sous la direction d' Arturo Toscanini de 1931 à 1949, date à laquelle il est parti rejoindre le WOR Symphony sous la direction d'Alfred Wallenstein.
Il a également enregistré et notamment joué première clarinette sur l'un des meilleurs enregistrements jamais réalisés des deux sérénades pour 8 instruments à vents de Mozart (sérénade KV 388/384a ), dirigées par Arthur Winograd (en) avec "The Arthur Winograd Wind Ensemble".
Un modèle de bec de clarinette a porté son nom chez Henri Selmer Paris. Les clarinettes d'études Duques étaient fabriquées par le facteur Thibouville Frères en France et importées aux États-Unis par Harold Freeman.

## Enregistrements
- Mozart: quintette avec clarinette en la Majeur, K. 581 avec Augustin Duques (clarinette); Arnold Eidus (violon); Emanuel Green (violon); Isadore Zir (alto) et George Ricci (violoncelle), (Stradivari Records, début 1950)
- Constant Lambert : Concerto for pianoforte solo and nine players avec Menahem Pressler; Theodore Bloomfield (en); Augustin Duques; Chester Hazlett; (Hollywood : M-G-M Records, 1954?)[3]
- Récital de harpe / Ravel, Debussy, Saint-Saens... avec Edouard Vito, harpe ; Arnold Eidus, violon ; Augustin Duques, clarinette ; (Guilde européenne du microsillon GEM117)

## Publications
- (en) Augustin Duques, Duques' twenty-four contemporary studies for the clarinet, New York, Newart, 1967, 32 p. (OCLC 46714044).